# Santuario Chiba
El santuario Chiba (千葉神社 Chiba-jinja?) es un santuario sintoísta en el barrio de Chūō en Chiba, capital de la prefectura homónima (Japón). Originalmente de culto budista, fue construido en el siglo XI para consagrar a Myōken, patrón del clan Chiba. Desde la separación de ambas religiones, al inicio del período Meiji, la congregación está dedicada a la deidad sintoísta Ame-no-Minakanushi.

## Historia
El santuario fue en sus orígenes un templo budista llamado Hokutosan Kongōju-ji (北斗山金剛授寺?). El monje Kakusan, hijo de un predecesor del clan Chiba, Taira no Tadatsune, lo fundó en el siglo XI de acuerdo a las indicaciones de Ichijō Tennō, quien pretendía agradecer su recuperación de una enfermedad ocular. Pese a que durante el período Muromachi el clan se debilitó —y cambiaron su castillo desde Inohana en Chiba hasta Moto Sakura en Sakura—, la ceremonia de mayoría de edad se seguía celebrando en el templo. Más adelante, en 1591 recibió donaciones de tierra de Tokugawa Ieyasu, y en el período Edo pasó a ser conocido como Myōken-ji (妙見寺?). Finalmente en 1869, con la llegada del Shinbutsu bunri fue considerado un santuario sintoísta que consagra desde entonces a Ame-no-Minakanushi.
En 1874, mismo año en el que alcanzó el estatus de santuario a nivel de prefectura, un incendio arrasó sus edificios. Aunque inmediatamente reconstruido, el fuego volvió a destruirlo en 1904, y no fue hasta diez años después que su rehabilitación terminó. El bombardeo de la ciudad en el marco de la Segunda Guerra Mundial entre el 6 y el 7 de julio de 1945 lo dañó de nuevo; tras finalizar la guerra, su reforma finalizó en 1954. En 1990 todo el complejo fue renovado a gran escala.

## Arquitectura
El edificio principal del santuario es un haiden de 1990 —sustituye al anterior de 1954— con dos pisos y abierto al público para la oración. También cuenta con un santuario auxiliar dedicado al kami Tenjin y una puerta nijūmon que consagra a Ame-no-Minakanushi. En su primer piso se encuentra el Fukutokuden (福徳殿 salón del mérito?), una estructura octogonal que representa el pa kua, en tanto que la segunda planta está flanqueada por dos torres que representan al sol y a la luna. La única construcción que sobrevivió al bombardeo de Chiba fue el pabellón chōzuya, que data del período Meiji.
|                          |
| Haiden (salón principal) |

|                      |
| Entrada al santuario |

|                         |
| Detalle del Fukutokuden |

|                                                                     |
| El chōzuya que sobrevivió el bombardeo de la Segunda Guerra Mundial |